# Distretto di Milas
Il distretto di Milas (in turco Milas ilçesi) è un distretto della provincia di Muğla, in Turchia.

## Geografia fisica
Il territorio del distretto di Milas conta ventisette siti archeologici degni di nota. L'estensione costiera del distretto è di 150 km. Nel nord-ovest si affaccia sul golfo di Güllük e a sud sul golfo di Gökova; Il distretto condivide il lago di Bafa con il vicino distretto di Söke.

## Amministrazioni
Al distretto appartengono 6 comuni e 114 villaggi.

### Comuni
- Milas (centro)
- Bafa
- Beçin
- Güllük
- Ören
- Selimiye

## Infrastrutture e trasporti
Vi si trova l'aeroporto di Milas-Bodrum.